# Landkreis Altenburger Land
Landkreis Altenburger Land är ett distrikt (Landkreis) i östra delen av det tyska förbundslandet Thüringen.

## Administrativ indelning
I förvaltningsrättslig mening finns i modern tid ingen skillnad mellan begreppet Stadt (stad) gentemot Gemeinde (kommun). Följande kommuner och städer ligger i Landkreis Altenburger Land: 

### Städer
| - Altenburg - Gößnitz | - Lucka | - Meuselwitz | - Schmölln |

### Kommuner
| - Dobitschen - Fockendorf - Gerstenberg - Göhren - Göllnitz - Göpfersdorf - Haselbach | - Heukewalde - Heyersdorf - Jonaswalde - Kriebitzsch - Langenleuba-Niederhain - Löbichau | - Lödla - Mehna - Monstab - Nobitz - Posterstein - Rositz | - Starkenberg - Thonhausen - Treben - Windischleuba - Vollmershain - Ponitz |